# Arthromygale fortis
Arthromygale
Genre
Espèce
Synonymes
- Arthrolycosa fortis Frič, 1904
- Arthrolycosa beecheri Frič, 1904

Arthromygale fortis, unique représentant du genre Arthromygale, est une espèce fossile d'araignées de la famille des Arthromygalidae.

## Distribution
Cette espèce a été découverte à Rakovník en Tchéquie. Elle date du Carbonifère.

## Description
L'holotype mesure 16 mm, dont 6 mm pour la carapace et 10 mm pour l'abdomen. L'abdomen de cette araignée est segmenté, ce qui est un caractère primitif.

## Publications originales
- Fritsch, 1904 : Palaeozoische Arachniden. Prague, p. 1–85 (texte intégral).
- Petrunkevitch, 1923 : On families of spiders. Annals of the New York Academy of Sciences, vol. 29, p. 145-180.